# Ludzie, maszyny, słowa
Ludzie, maszyny, słowa – pierwszy solowy album warszawskiego rapera o pseudonimie Numer Raz. Ukazał się 8 września 2009 nakładem wytwórni Wielkie Joł. Płyta dotarła do 27. miejsca listy OLiS w Polsce.

## Lista utworów
Opracowano na podstawie materiału źródłowego.
| #  | Tytuł                | Producent | Gościnnie                        | Czas |
| -- | -------------------- | --------- | -------------------------------- | ---- |
| 1  | "Intro"              | Ar-Tek    |                                  | 2:04 |
| 2  | "Cudak"              | Ar-Tek    |                                  | 4:06 |
| 3  | "PL.otki"            | Ar-Tek    | Milu Milu                        | 3:29 |
| 4  | "Zdrowie"            | Święty    | Pjus                             | 3:52 |
| 5  | "Myśli"              | O.S.T.R.  |                                  | 1:04 |
| 6  | "Stan nastuk"[A]     | O.S.T.R.  | WSZ & CNE                        | 4:11 |
| 7  | "Prawdziwe kłamstwa" | Sir Michu | Ten Typ Mes                      | 3:47 |
| 8  | "Słuchaj!!!"         | Sir Michu |                                  | 3:04 |
| 9  | "Na kosmos"          | O.S.T.R.  | Milu Milu                        | 3:06 |
| 10 | "Halo kesz"          | Kaszalot  |                                  | 2:45 |
| 11 | "Nocny rajd"         | Święty    | RDW                              | 1:48 |
| 12 | "Zły los"            | Ar-Tek    |                                  | 1:51 |
| 13 | "Masz pojęcie?!"     | Erio      | Pono, Ero                        | 3:12 |
| 14 | „Plan”               | Żu100     | Pablopavo                        | 3:54 |
| 15 | "Rusz się!"          | Plan B    |                                  | 3:14 |
| 16 | "Nasze rządy"        | Turas     | Ten Typ Mes, Rufin MC, Pablopavo | 5:00 |

Notatki
- A^ W utworze wykorzystano sample z piosenki  "In Mazatlan" w wykonaniu War[4].